# Cattedrale di Nostra Signora di Guadalupa (Basse-Terre)
La cattedrale di Nostra Signora di Guadalupa (in francese: Cathédrale Notre-Dame de Guadeloupe) è la chiesa cattedrale della diocesi di Basse-Terre, si trova a Basse-Terre, Guadalupa.

## Storia e descrizione

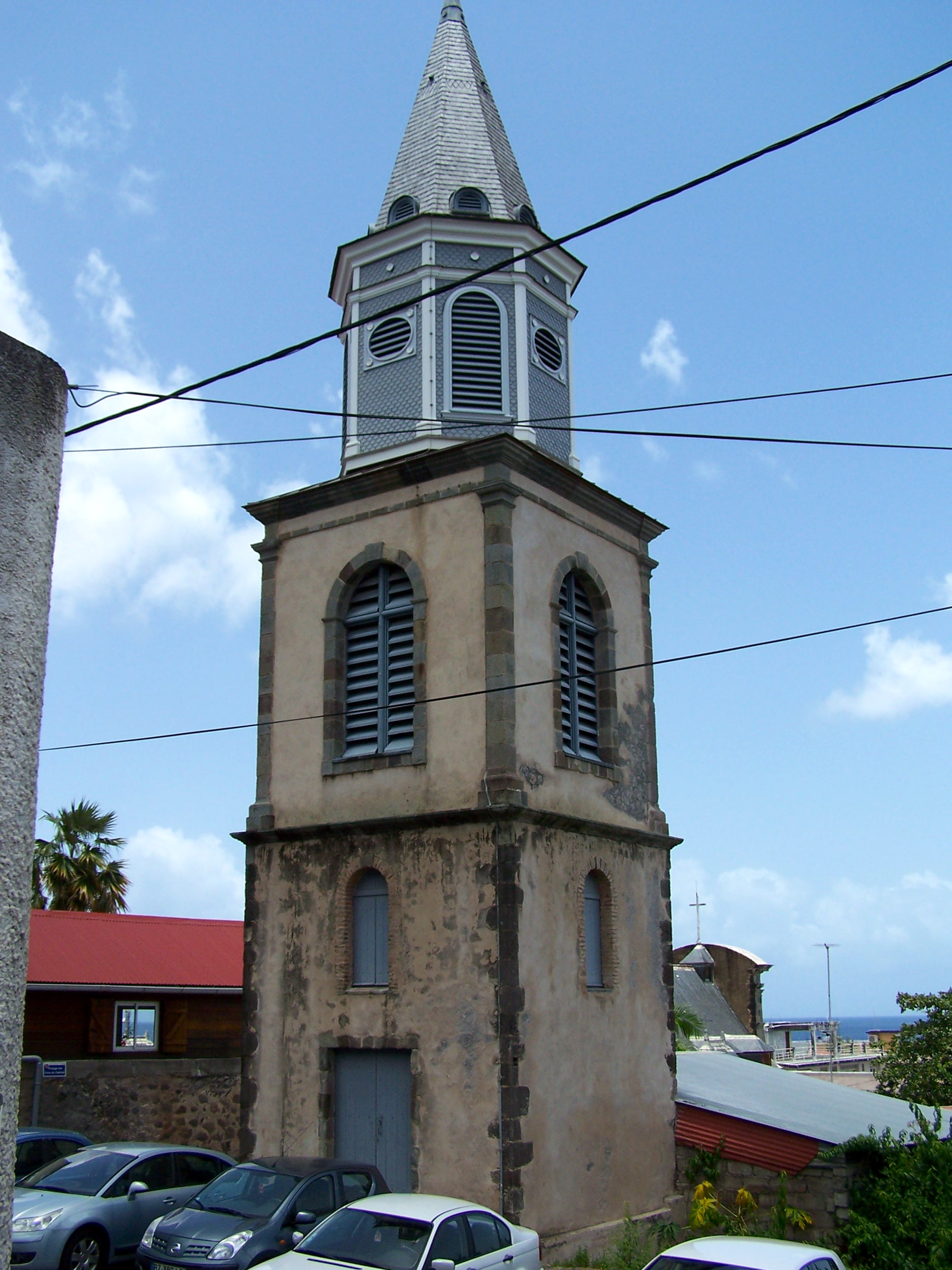
Il campanile

La cattedrale è stata costruita nel 1736 e vanta un'armoniosa facciata barocca basata sul modello diffuso dalla Compagnia di Gesù nel XVII secolo. La facciata è realizzata in pietra vulcanica ed è decorata con statue di San Pietro, San Paolo e della Vergine.
Nella parte posteriore della cattedrale si innalza il campanile, come corpo separato rispetto alla chiesa.